# Csimborázói tündérkolibri
A csimborázói tündérkolibri (Oreotrochilus chimborazo) a madarak osztályának sarlósfecske-alakúak (Apodiformes)  rendjébe és a kolibrifélék (Trochilidae) családjába tartozó faj.

## Rendszerezése
A fajt Adolphe Delattre és Jules Bourcier írták le 1846-ban, a Trochilus nembe Trochilus chimborazo néven. Nevét az ecuadori Csimborasszó hegyről kapta.

## Alfajai
- Oreotrochilus chimborazo chimborazo (Delattre & Bourcier, 1846)
- Oreotrochilus chimborazo jamesonii Jardine, 1849
- Oreotrochilus chimborazo soderstromi Lonnberg & Rendahl, 1922[2]

## Előfordulása
Ecuadorban és Kolumbia déli részén honos. Természetes élőhelyei a szubtrópusi és trópusi hegyi füves puszták és legelők. Magassági vonuló.

## Megjelenése
Testhossza 13 centiméter, testtömege 7-8 gramm. A hím feje és torka ibolyakék, alul fekete szalag határolja. A teste felül és oldalt szürkés olajbarna. A háta zöld, a teste alul fehér.
|  |  |

## Természetvédelmi helyzete
Az elterjedési területe kicsi, egyedszáma viszont stabil. A Természetvédelmi Világszövetség Vörös listáján nem fenyegetett fajként szerepel.